# Scenariusze RCP

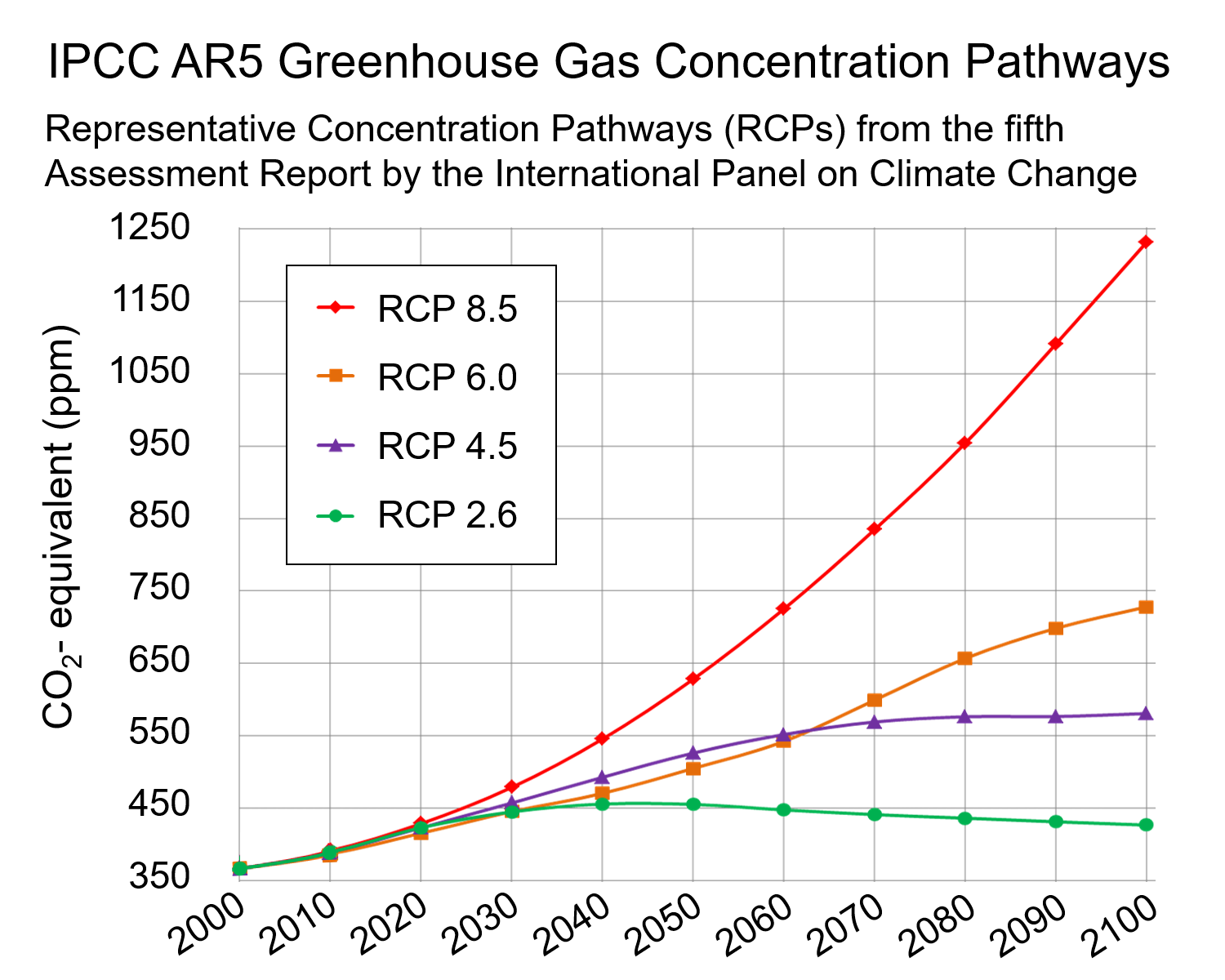
Wykres przedstawiający przebieg emisji w czasie zgodnie ze scenariuszami RCP.

Scenariusze RCP (representative concentration pathways) - cztery scenariusze zmian koncentracji dwutlenku węgla, które zostały zaakceptowane przez Międzyrządowy Zespół do spraw Zmian Klimatu w projekcie porównania globalnych modeli klimatu (tzw. projekt CMIP5)
Te cztery scenariusze mają nazwy RCP2.6, RCP4.5, RCP6 oraz RCP8.5. Wartości określają szacowane wielkości wymuszenia radiacyjnego przez gazy cieplarniane w roku 2100 (odpowiednio: 2.6, 4.5, 6.0 i 8.5 W/m2). Dla wybranych scenariuszy przedstawiono też długoterminowe prognozy do roku 2300.